# Scheinfeld
Scheinfeld (pronunciación en alemán: /ˈʃaɪ̯nˌfɛlt/ⓘ) es una ciudad situada en el distrito de Neustadt an der Aisch-Bad Windsheim, en el estado federado de Baviera (Alemania), con una población a finales de 2016 de unos 4613 habitantes.
Se encuentra ubicada al oeste del estado, en la región de Franconia Media, a poca distancia al sur de la orilla del río Meno —un afluente derecho del Rin— y al este de la frontera con el estado de Baden-Wurtemberg.